# Władysław Klimaszewski

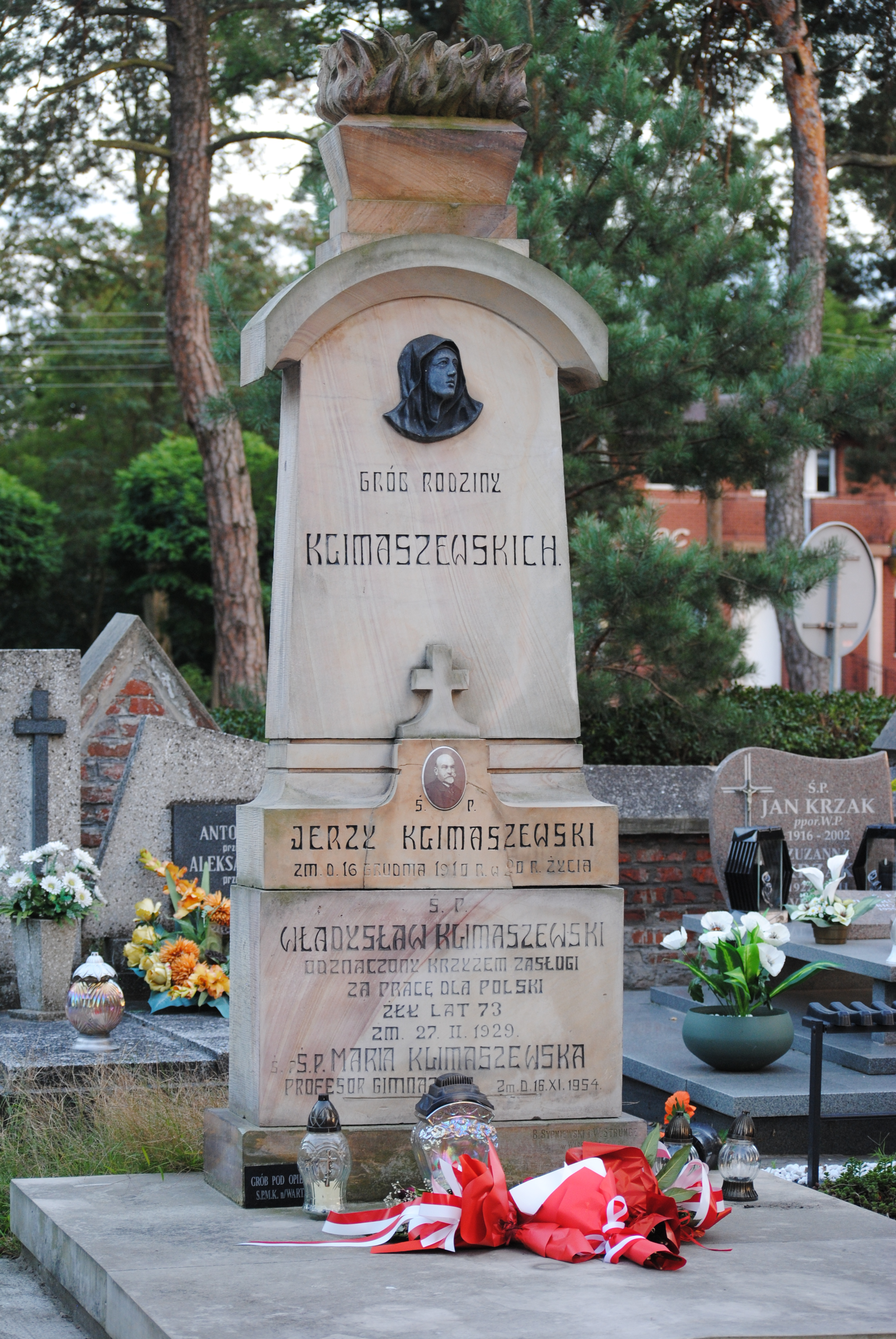
Grób rodziny Klimaszewskich na cmentarzu rzymskokatolickim w Kole

Władysław Klimaszewski (ur. 1856 w Kaliszu, zm. 27 lutego 1929 w Kole) – polski urzędnik, działacz społeczny i niepodległościowy. Pierwszy burmistrz Koła z wyboru Rady Miejskiej w odrodzonej Polsce.

## Życiorys
Pochodził z rodziny urzędniczej. W latach 70. XIX wieku ukończył seminarium nauczycielskie i zajął się edukowaniem dzieci na prowincji. Po roku działalności władze carskie przeniosły go do Kalisza, gdzie został nauczycielem tamtejszego gimnazjum żeńskiego, a w wolnym czasie pracował też w Izbie Skarbowej.
W 1898 roku przeniósł się do powiatu kolskiego, gdzie objął stanowisko kasjera w Powiatowej Kasie Skarbowej w Kole, a następnie został kierownikiem wydziału podatkowego. 
W 1901 roku był jednym z założycieli Towarzystwa Dobroczynności w Kole, w którego zarządzie przez wiele lat pełnił funkcję skarbnika. W 1902 był jednym z założycieli Towarzystwa Śpiewaczego „Lutnia”. W 1904 roku został przewodniczącym Rady Opiekuńczej Szkoły Handlowej Miejskiej, która od 1905 roku prowadziła nauczanie wszystkich przedmiotów w języku polskim. Był też współzałożycielem Kolskiego Towarzystwa Pożyczkowo–Oszczędnościowego, które powstało 1 lutego 1904. Był też działaczem Zarządu Powiatowego Macierzy Szkolnej, doprowadzając do otwarcia wielu placówek oświatowych w powiecie kolskim. Był też skarbnikiem komitetu budowy szpitala powiatowego w Kole (1912–1914).
Po wybuchu I wojny światowej zajął się organizacją pomocy dla uchodźców ze zniszczonego Kalisza i Polaków wracających do Koła z emigracji w Rosji. W 1917 roku był jednym z organizatorów wielkiej manifestacji patriotycznej z okazji setnej rocznicy śmierci Tadeusza Kościuszki. W ostatnich dniach wojny aktywnie uczestniczył w organizacji zalążków struktur nowej administracji. 
Brał aktywny udział w przejmowaniu władzy z rąk niemieckich w nocy z 10 na 11 listopada 1918 roku. Od tej samej nocy zasiadał też w Tymczasowym Zarządzie Powiatu Kolskiego jako kierownik Wydziału Skarbowości. Kilka miesięcy później – 15 czerwca 1919 Rada Miejska wybrała Władysława Klimaszewskiego na burmistrza miasta Koła. Od podstaw zajął się organizacją Magistratu Miasta Koła. Podczas wojny polsko-bolszewickiej, latem 1920 roku został mianowany pełnomocnikiem Obywatelskiego Komitetu Obrony Państwa na powiat kolski, w Kole lokalny komitet obrony państwa powołano 14 lipca 1920 roku, a Klimaszewski został wybrany jego przewodniczącym.
Po zakończeniu działań wojennych przystąpił do działań na rzecz rozwoju miasta. Podczas jego kadencji otwarto trzy nowe szkoły powszechne oraz wybudował gmach Szkoły Powszechnej nr. 3 przy ulicy Toruńskiej. Nakazał również budowę przy ulicy Toruńskiej budynku na potrzeby elektrowni. W 1924 roku przeprowadził odbudowę zerwanego przez powódź w 1922 roku mostu na Warcie. W tym samym roku doprowadził do włączenia w granice miasta wsi Blizna i Nagórna. 
W 1925 został ponownie wybrany burmistrzem, jednak zrezygnował rok później z powodu pogarszającego się stanu zdrowia. Zmarł 27 lutego 1929 roku, a uroczystości pogrzebowe odbyły się 2 marca w kościele farnym. Jego ciało złożono w grobowcu rodzinnym na cmentarzu rzymskokatolickim w Kole.

## Ordery i odznaczenia
- Srebrny Krzyż Zasługi (10 lutego 1928)[2]

## Upamiętnienie
Jest patronem jednej z ulic na Osiedlu Warszawskim w Kole.